# Death or Glory Tour Live
Death or Glory Tour Live è un VHS del gruppo musicale heavy metal tedesca Running Wild, è stato pubblicato l'11 giugno 1990 dalla Noise Records.

## Tracce
1. Intro
2. Riding the Storm
3. Bad to the Bone
4. Raw Ride
5. Raging Fire
6. Tortuga Bay
7. Uaschitschun
8. Bass Solo
9. Conquistadores
10. Prisoners of Our Time
11. Final Gates

## Formazione
- Rolf Kasparek - voce, chitarra
- Majk Moti - chitarra
- Jens Becker - basso
- Iain Finlay - batteria